# Évandre (philosophe)
Pour l’article homonyme, voir Évandre (homonymie).
Évandre (grec moderne : Εὔανδρος), né à Phocée était un philosophe, élève et successeur de Lacydès, membre du conseil de scholarque, siégeant avec Téléclès. Il fut investi de la fonction lors des dix dernières années de son maître Lacydès, l'aidant et l'assistant avec un collègue, sans toutefois jamais être nommé scholarque tant que vécut Téléclès († en 167-166 av. J.-C.). Son élève Hégésine lui succéda. Rien ne nous est parvenu de ses travaux,
Plusieurs Pythagoriciens eurent le prénom de Évandre (natifs de Crotone, Métaponte...). Un Crétois du nom d'Évandre est mentionné par Plutarque